# Oscar Righetti
Oscar Righetti (Peschiera del Garda, 17 settembre 1948 – Padova, 14 settembre 2006) è stato un calciatore italiano, di ruolo difensore.

## Caratteristiche tecniche
Poteva giocare come terzino, libero e mediano.

## Carriera
Cresciuto calcisticamente nella squadra del suo paese, il Peschiera, giunge nel 1967 alla corte di Paolo Mazza, presidente della SPAL. Righetti viene schierato nella formazione De Martino che vince lo scudetto nel 1968, ed esordisce anche in Serie A il 4 febbraio 1968 a Roma contro i giallorossi. Pochi giorni dopo resta coinvolto in un incidente stradale, insieme ad Alberto Reif, e non colleziona altre presenze fino alla fine della stagione. Resta a Ferrara anche l'anno successivo in Serie B ed un altro anno ancora in Serie C dove ritrova Fabbri e realizza una rete su punizione contro il Ravenna il 13 marzo 1970.

Righetti (in piedi, terzo da destra) nella SPAL del 1967-1968

Nel 1970 l'Inter lo acquista in cambio della comproprietà di Enzo Vecchiè e svariati milioni di lire. Righetti, nell'Inter di Heriberto Herrera raggiunge il suo ex compagno Reif e parte bene giocando il 30 settembre 1970 la sua prima partita in neroazzurro contro il Newcastle Utd in Coppa delle Fiere. Chiuso da calciatori come Burgnich, Bellugi, Facchetti, Giubertoni non riesce però a trovare spazio: Righetti disputa un'unica gara in quel torneo, ironia della sorte ancora nella capitale e con un altro pareggio, contro i giallorossi, il 7 febbraio 1971, sostituendo al 78' Mario Bertini. Grazie a quest'unica presenza contribuisce alla conquista dell'undicesimo scudetto della squadra nerazzurra, successivamente passata sotto la guida di Invernizzi.
La stagione 1970-1971 rimane per Righetti l'ultima nella massima serie. Nel 1971 viene ceduto in prestito al Piacenza, in Serie C, dove disputa un campionato da titolare; nella stagione successiva va in comproprietà al Crotone, sempre in Serie C. Nel 1973 torna a Piacenza, questa volta definitivamente, disputando un'altra stagione da titolare agli ordini del suo ex compagno nell'Inter Giancarlo Cella, ma nel campionato 1974-1975, nonostante l'arrivo del suo maestro Fabbri, viene ceduto a novembre al Suzzara. In seguito gioca due stagioni in Serie D (girone H) col Monopoli, dal 1975 al 1977. Stanco di girare per l'Italia torna vicino a casa ancora in Serie D con il Suzzara, dove chiude con il calcio per ragioni familiari.
Nella sua città natale, Peschiera del Garda, si trova una via a lui intitolata.

## Palmarès

### Club

#### Competizioni giovanili
- Campionato De Martino: 1

SPAL: 1967-1968

#### Competizioni nazionali
- Campionato italiano: 1

Inter: 1970-1971